# Superintendência de Trens Urbanos de São Paulo
A Superintendência de Trens Urbanos de São Paulo (STU/SP) foi uma autarquia federal, subordinada à Companhia Brasileira de Trens Urbanos responsável pela operação, manutenção e gerenciamento das linhas de Trem Metropolitano de São Paulo (Noroeste, Sudeste, Leste e Variante) de 1984, quando foi criada a CBTU até 1994, quando a malha ferroviária foi estadualizada, durante o governo de Luiz Antônio Fleury Filho (PMDB) e repassada para a recém criada Companhia Paulista de Trens Metropolitanos.

## Evolução Tarifária
A evolução da tarifa da malha ferroviária da Superintendência de Trens Urbanos de São Paulo desde a sua criação em 1984 até 1994 esteve atrelada aos efeitos da Hiperinflação no Brasil, sendo descrita por 6 moedas financeiras ao longo de sua existência.
| Evolução da Tarifa dos Trens Urbanos da CBTU - STU/SP | Evolução da Tarifa dos Trens Urbanos da CBTU - STU/SP |
| Ano                                                   | Valor                                                 |
| ----------------------------------------------------- | ----------------------------------------------------- |
| 1984                                                  | Cr$140,00                                             |
| 1985                                                  | Cr$600,00                                             |
| 1986                                                  | Cr$600,00 Cz$0,60 (A partir de 01/03/1986)            |
| 1987                                                  | Cz$7,00                                               |
| 1988                                                  | Cz$60,00                                              |
| 1989                                                  | Cz$60,00 NCz$1,30 (A partir de 16/01/1989)            |
| 1990                                                  | NCz$1,30 Cr$18,00 (A partir de 15/03/1990)            |
| 1991                                                  | Cr$250,00                                             |
| 1992                                                  | Cr$2.700,00                                           |
| 1993                                                  | Cr$2.700,00 CR$150,00 (A partir de 01/08/1993)        |
| 1994                                                  | CR$150,00 R$0,50 (A partir de 01/07/1994)             |

## Linhas
| Denominação | Denominação    | Trajeto                 | Cidades Atendidas | Ref.        |
| ----------- | -------------- | ----------------------- | --- | ----------- |
|             | Noroeste       | Roosevelt―Jundiaí       | São Paulo, Caieiras, Franco da Rocha, Várzea Paulista, Campo Limpo Paulista, Francisco Morato e Jundiaí.                   | [ 4 ]       |
|             | Noroeste       | Roosevelt―Jundiaí       | São Paulo, Caieiras, Franco da Rocha, Várzea Paulista, Campo Limpo Paulista, Francisco Morato e Jundiaí.                   | [ 4 ]       |
|             | Sudeste        | Roosevelt―Paranapiacaba | São Paulo, São Caetano do Sul, Santo André (Sede e Distrito de Paranapiacaba), Mauá, Ribeirão Pires e Rio Grande da Serra. | [ 4 ]       |
|             | Sudeste        | Roosevelt―Paranapiacaba | São Paulo, São Caetano do Sul, Santo André (Sede e Distrito de Paranapiacaba), Mauá, Ribeirão Pires e Rio Grande da Serra. | [ 4 ]       |
|             | Leste―Tronco   | Luz―César de Sousa      | São Paulo, Ferraz de Vasconcelos, Poá, Suzano e Mogi das Cruzes.                                                           | [ 5 ] [ 6 ] |
|             | Leste―Tronco   | Luz―César de Sousa      | São Paulo, Ferraz de Vasconcelos, Poá, Suzano e Mogi das Cruzes.                                                           | [ 5 ] [ 6 ] |
|             | Leste―Variante | Roosevelt―Calmon Viana  | São Paulo, Itaquaquecetuba e Poá.                                                                                          | [ 5 ] [ 6 ] |
|             | Leste―Variante | Roosevelt―Calmon Viana  | São Paulo, Itaquaquecetuba e Poá.                                                                                          | [ 5 ] [ 6 ] |